# Sportvereinigung Bayer 04 Leverkusen 1975-1976
Questa voce raccoglie le informazioni riguardanti la Sportvereinigung Bayer 04 Leverkusen nelle competizioni ufficiali della stagione 1975-1976.

## Stagione
Nella stagione 1975-1976 il Bayer Leverkusen, allenato da Manfred Rummel, Radoslav Momirski e Willibert Kremer, concluse il campionato di 2. Bundesliga al 15º posto. In Coppa di Germania il Bayer Leverkusen fu eliminato al secondo turno dal Bochum.

## Rosa
| N. |                     | Ruolo | Calciatore            |
| -- | ------------------- | ----- | --------------------- |
|    | Germania (bandiera) | P     | Fred-Werner Bockholt  |
|    | Germania (bandiera) | P     | Hubert Makel          |
|    | Germania (bandiera) | D     | Manfred Eickerling    |
|    | Germania (bandiera) | D     | Peter Fleischheuer    |
|    | Germania (bandiera) | D     | Mathias Hemmersbach   |
|    | Germania (bandiera) | D     | Peter Klimke          |
|    | Germania (bandiera) | D     | Walter Posner         |
|    | Germania (bandiera) | D     | Willi Rehbach         |
|    | Germania (bandiera) | D     | Hans-Jürgen Scheinert |
|    | Germania (bandiera) | C     | Bernd Elfering        |
|    | Germania (bandiera) | C     | Hans-Werner Marx      |

| N. |                     | Ruolo | Calciatore             |
| -- | ------------------- | ----- | ---------------------- |
|    | Germania (bandiera) | C     | Willi Quasten          |
|    | Germania (bandiera) | C     | Theodor Rieländer      |
|    | Germania (bandiera) | C     | Klaus Röhrig           |
|    | Germania (bandiera) | C     | Manfred Schumann       |
|    | Germania (bandiera) | C     | Peter Surbach          |
|    | Germania (bandiera) | C     | Norbert Ziegler        |
|    | Germania (bandiera) | A     | Gerhard Kentschke      |
|    | Germania (bandiera) | A     | Hermann Klebs          |
|    | Germania (bandiera) | A     | Wilfried Klinge        |
|    | Germania (bandiera) | A     | Frank-Michael Schonert |
|    | Germania (bandiera) | A     | Norbert Sobbe          |

## Organigramma societario
Area tecnica
- Allenatore: Willibert Kremer
- Allenatore in seconda:
- Preparatore dei portieri:
- Preparatori atletici:

## Calciomercato

### Sessione estiva
| Acquisti | Acquisti               | Acquisti              | Acquisti |
| R.       | Nome                   | da                    | Modalità |
| -------- | ---------------------- | --------------------- | -------- |
| A        | Frank-Michael Schonert | Fortuna Düsseldorf    |          |
| P        | Fred-Werner Bockholt   | Kickers Offenbach     |          |
| D        | Peter Klimke           | Bonner                |          |
| A        | Wilfried Klinge        | Olympia Wilhelmshaven |          |
| D        | Walter Posner          | Borussia M'gladbach   |          |
| C        | Willi Quasten          | RW Oberhausen         |          |
| C        | Theodor Rieländer      | RFC Liegi             |          |

| Cessioni | Cessioni         | Cessioni       | Cessioni |
| R.       | Nome             | a              | Modalità |
| -------- | ---------------- | -------------- | -------- |
| D        | Wolfgang Fabian  | Union Solingen |          |
| A        | Matthias Brücken | Colonia        |          |

### Sessione invernale
| Acquisti | Acquisti | Acquisti | Acquisti |
| R.       | Nome     | da       | Modalità |
| -------- | -------- | -------- | -------- |

| Cessioni | Cessioni | Cessioni | Cessioni |
| R.       | Nome     | a        | Modalità |
| -------- | -------- | -------- | -------- |

## Risultati

### 2. Bundesliga

#### Girone di andata
| Arbitro: | Wuttke |

|                                               |           |               |
| Riediger 25’ Klein 50’ Nonnenbruch 73’ (rig.) | Marcatori | 53’ Kentschke |

| Leverkusen 16 agosto 1975, ore 15:00 CET 2ª giornata | Bayer Leverkusen | 0 – 0 referto | Fortuna Colonia | Kleines-Haberland-Stadion (6 500 spett.)\| Arbitro: \| Hövel \| |
| Arbitro:                                             | Hövel            |               |                 |                                                                 |

| Arbitro: | Heymann |

|                                               |           |  |
| Tenbrink 43’, 62’ Koschmieder 59’, 70’ (rig.) | Marcatori |  |

| Arbitro: | Lüling |

|                      |           |               |
| Schumann 7’ Marx 35’ | Marcatori | 29’ Bremekamp |

| Arbitro: | Reichmann |

|              |           |            |
| Goldbach 37’ | Marcatori | 7’ Ziegler |

| Arbitro: | Raabe |

|                                                                 |           |            |
| Rehbach 15’ (rig.), 17’ (rig.) Klinge 48’, 57’, 83’ Ziegler 85’ | Marcatori | 26’ Pleyer |

| Arbitro: | Schön |

|             |           |          |
| Neumann 68’ | Marcatori | 46’ Marx |

| Arbitro: | Milkert |

|                      |           |           |
| Klinge 43’ Klebs 79’ | Marcatori | 8’ Gruler |

| Arbitro: | Risse |

|  |           |                        |
|  | Marcatori | 16’ Berlau-Kirschstein |

| Arbitro: | Ahlenfelder |

|                 |           |             |
| Konrad 13’, 48’ | Marcatori | 35’ Ziegler |

| Leverkusen 25 ottobre 1975, ore 15:00 CET 11ª giornata | Bayer Leverkusen | 0 – 0 referto | Arminia Bielefeld | Kleines-Haberland-Stadion (5 200 spett.)\| Arbitro: \| Weiland \| |
| Arbitro:                                               | Weiland          |               |                   |                                                                   |

| Arbitro: | Leyding |

|              |           |  |
| Wittfoht 52’ | Marcatori |  |

| Arbitro: | Zittrich |

|            |           |             |
| Klinge 65’ | Marcatori | 83’ Liedtke |

| Arbitro: | Lutz |

|                                                      |           |             |
| Schulz 37’ Stolzenburg 61’ Berkemeier 67’ Jakobs 80’ | Marcatori | 57’ Rehbach |

| Arbitro: | Hövel |

|            |           |            |
| Posner 72’ | Marcatori | 88’ Gerber |

| Arbitro: | Zuchantke |

|                   |           |                            |
| Bone 19’ Pick 65’ | Marcatori | 40’ Scheinert 67’ Schonert |

| Arbitro: | Milkert |

|  |           |           |
|  | Marcatori | 21’ Fagot |

| Arbitro: | Gathmann |

|                                                                 |           |  |
| Nerlinger 2’ Hartl 55’, 62’, 67’ Geyer 56’, 80’ Marx 65’ (aut.) | Marcatori |  |

| Arbitro: | Holste |

|                           |           |           |
| Ziegler 34’ Rieländer 75’ | Marcatori | 54’ Grede |

#### Girone di ritorno
| Arbitro: | Ahlenfelder |

|                                     |           |                     |
| Schonert 22’ Klinge 42’ Ziegler 45’ | Marcatori | 4’ Pyka 84’ Rudloff |

| Arbitro: | Gathmann |

|                                      |           |  |
| Scheinert 35’ (aut.) Ludwig 40’, 65’ | Marcatori |  |

| Arbitro: | Richter |

|                         |           |  |
| Schonert 19’ Klinge 52’ | Marcatori |  |

| Arbitro: | Oltmann |

|              |           |  |
| Heinrich 42’ | Marcatori |  |

| Arbitro: | Fork |

|                        |           |  |
| Sobbe 1’ Kentschke 55’ | Marcatori |  |

| Arbitro: | Eggert |

|            |           |                         |
| Kaczor 59’ | Marcatori | 14’ Klinge 39’ Schonert |

| Arbitro: | Bartnick |

|                         |           |                                   |
| Schonert 45’ Röhrig 70’ | Marcatori | 38’ Hansen 53’ Höfert 72’ Neumann |

| Arbitro: | Lutz |

|                                  |           |  |
| Hochheimer 53’ Zindel 72’ (rig.) | Marcatori |  |

| Arbitro: | Lüling |

|                           |           |            |
| Fritsche 25’ Schulitz 35’ | Marcatori | 66’ Posner |

| Arbitro: | Halfter |

|                           |           |             |
| Scheinert 38’ Surbach 66’ | Marcatori | 40’ Neufeld |

| Arbitro: | Wuttke |

|                              |           |  |
| Balke 21’ Peitsch 81’ (rig.) | Marcatori |  |

| Arbitro: | Waltert |

|              |           |                |
| Schonert 25’ | Marcatori | 14’ Mühlenberg |

| Arbitro: | Schön |

|  |           |                               |
|  | Marcatori | 68’, 85’ Ziegler 80’ Schonert |

| Arbitro: | Gremmler |

|  |           |                               |
|  | Marcatori | 8’ Stolzenburg 78’ Berkemeier |

| Arbitro: | Fork |

|                      |           |  |
| Pröpper 30’ Götz 84’ | Marcatori |  |

| Arbitro: | Milkert |

|                               |           |  |
| Schonert 18’, 36’ Ziegler 90’ | Marcatori |  |

| Arbitro: | Wichmann |

|                        |           |             |
| Mertes 45’ Hermann 55’ | Marcatori | 20’ Rehbach |

| Arbitro: | Wuttke |

|  |           |                   |
|  | Marcatori | 9’ Wolf 56’ Hartl |

| Arbitro: | Halfter |

|                               |           |                                                  |
| Krause 37’ (rig.), 82’ (rig.) | Marcatori | 41’ (aut.) Klee 61’ Surbach 79’ (rig.) Kentschke |

### Coppa di Germania
| Arbitro: | Langhans |

|  |           |                                                        |
|  | Marcatori | 7’ Surbach 21’, 77’ Klinge 23’, 50’ Kentschke 73’ Marx |

| Arbitro: | Linn |

|  |           |                 |
|  | Marcatori | 55’, 61’ Kaczor |

## Statistiche

### Statistiche di squadra
| Competizione      | Punti | In casa | In casa | In casa | In casa | In casa | In casa | In trasferta | In trasferta | In trasferta | In trasferta | In trasferta | In trasferta | Totale | Totale | Totale | Totale | Totale | Totale | DR  |
| Competizione      | Punti | G       | V       | N       | P       | Gf      | Gs      | G            | V            | N            | P            | Gf           | Gs           | G      | V      | N      | P      | Gf     | Gs     | DR  |
| ----------------- | ----- | ------- | ------- | ------- | ------- | ------- | ------- | ------------ | ------------ | ------------ | ------------ | ------------ | ------------ | ------ | ------ | ------ | ------ | ------ | ------ | --- |
| 2. Bundesliga     | 32    | 19      | 9       | 5       | 5       | 29      | 19      | 19           | 3            | 3            | 13           | 17           | 42           | 38     | 12     | 8      | 18     | 46     | 61     | -15 |
| Coppa di Germania | -     | 1       | 0       | 0       | 1       | 0       | 2       | 1            | 1            | 0            | 0            | 6            | 0            | 2      | 1      | 0      | 1      | 6      | 2      | +4  |
| Totale            | 32    | 20      | 9       | 5       | 6       | 29      | 21      | 20           | 4            | 3            | 13           | 23           | 42           | 40     | 13     | 8      | 19     | 52     | 63     | -11 |

### Andamento in campionato
| Giornata  | 1  | 2  | 3  | 4  | 5  | 6  | 7  | 8  | 9  | 10 | 11 | 12 | 13 | 14 | 15 | 16 | 17 | 18 | 19 | 20 | 21 | 22 | 23 | 24 | 25 | 26 | 27 | 28 | 29 | 30 | 31 | 32 | 33 | 34 | 35 | 36 | 37 | 38 |
| --------- | -- | -- | -- | -- | -- | -- | -- | -- | -- | -- | -- | -- | -- | -- | -- | -- | -- | -- | -- | -- | -- | -- | -- | -- | -- | -- | -- | -- | -- | -- | -- | -- | -- | -- | -- | -- | -- | -- |
| Luogo     | T  | C  | T  | C  | T  | C  | T  | C  | C  | T  | C  | T  | C  | T  | C  | T  | C  | T  | C  | C  | T  | C  | T  | C  | T  | C  | T  | T  | C  | T  | C  | T  | C  | T  | C  | T  | C  | T  |
| Risultato | P  | N  | P  | V  | N  | V  | N  | V  | P  | P  | N  | P  | N  | P  | N  | N  | P  | P  | V  | V  | P  | V  | P  | V  | V  | P  | P  | P  | V  | P  | N  | V  | P  | P  | V  | P  | P  | V  |
| Posizione | 13 | 17 | 18 | 15 | 16 | 10 | 12 | 11 | 12 | 12 | 13 | 14 | 14 | 15 | 14 | 14 | 16 | 17 | 16 | 15 | 17 | 15 | 16 | 16 | 14 | 14 | 16 | 16 | 14 | 16 | 15 | 14 | 15 | 15 | 15 | 16 | 16 | 15 |

Legenda:

Luogo: C = Casa; T = Trasferta. Risultato: V = Vittoria; N = Pareggio; P = Sconfitta.

### Statistiche dei giocatori
| Giocatore       | 2. Bundesliga | 2. Bundesliga | 2. Bundesliga | 2. Bundesliga | Coppa di Germania | Coppa di Germania | Coppa di Germania | Coppa di Germania | Totale   | Totale | Totale      | Totale     |
| Giocatore       | Presenze      | Reti          | Ammonizioni   | Espulsioni    | Presenze          | Reti              | Ammonizioni       | Espulsioni        | Presenze | Reti   | Ammonizioni | Espulsioni |
| --------------- | ------------- | ------------- | ------------- | ------------- | ----------------- | ----------------- | ----------------- | ----------------- | -------- | ------ | ----------- | ---------- |
| F. Bockholt     | 38            | 0             | 0             | 0             | 2                 | 0                 | 0                 | 0                 | 40       | 0      | 0           | 0          |
| M. Eickerling   | 33            | 0             | 6             | 1             | 2                 | 0                 | 0                 | 0                 | 35       | 0      | 6           | 1          |
| B. Elfering     | 3             | 0             | 1             | 0             | 0                 | 0                 | 0                 | 0                 | 3        | 0      | 1           | 0          |
| W. Fabian       | 2             | 0             | 0             | 0             | 0                 | 0                 | 0                 | 0                 | 2        | 0      | 0           | 0          |
| P. Fleischheuer | 1             | 0             | 0             | 0             | 0                 | 0                 | 0                 | 0                 | 1        | 0      | 0           | 0          |
| M. Hemmersbach  | 22            | 0             | 2             | 0             | 1                 | 0                 | 0                 | 0                 | 23       | 0      | 2           | 0          |
| G. Kentschke    | 35            | 3             | 5             | 0             | 2                 | 2                 | 0                 | 0                 | 37       | 5      | 5           | 0          |
| H. Klebs        | 8             | 1             | 1             | 0             | 0                 | 0                 | 0                 | 0                 | 8        | 1      | 1           | 0          |
| P. Klimke       | 33            | 0             | 5             | 0             | 2                 | 0                 | 0                 | 0                 | 35       | 0      | 5           | 0          |
| W. Klinge       | 23            | 8             | 3             | 0             | 1                 | 2                 | 0                 | 0                 | 24       | 10     | 3           | 0          |
| H. Makel        | 0             | 0             | 0             | 0             | 0                 | 0                 | 0                 | 0                 | 0        | 0      | 0           | 0          |
| H. Marx         | 23            | 2             | 2             | 0             | 1                 | 1                 | 0                 | 0                 | 24       | 3      | 2           | 0          |
| W. Posner       | 35            | 2             | 3             | 0             | 1                 | 0                 | 0                 | 0                 | 36       | 2      | 3           | 0          |
| W. Quasten      | 23            | 0             | 1             | 0             | 1                 | 0                 | 0                 | 0                 | 24       | 0      | 1           | 0          |
| W. Rehbach      | 31            | 4             | 2             | 0             | 2                 | 0                 | 0                 | 0                 | 33       | 4      | 2           | 0          |
| T. Rieländer    | 19            | 1             | 0             | 0             | 1                 | 0                 | 0                 | 0                 | 20       | 1      | 0           | 0          |
| K. Röhrig       | 13            | 1             | 0             | 0             | 1                 | 0                 | 0                 | 0                 | 14       | 1      | 0           | 0          |
| H. Scheinert    | 28            | 2             | 1             | 0             | 1                 | 0                 | 0                 | 0                 | 29       | 2      | 1           | 0          |
| F. Schonert     | 23            | 9             | 2             | 0             | 0                 | 0                 | 0                 | 0                 | 23       | 9      | 2           | 0          |
| M. Schumann     | 8             | 1             | 0             | 0             | 2                 | 0                 | 0                 | 0                 | 10       | 1      | 0           | 0          |
| N. Sobbe        | 15            | 1             | 0             | 0             | 0                 | 0                 | 0                 | 0                 | 15       | 1      | 0           | 0          |
| P. Surbach      | 29            | 2             | 4             | 0             | 2                 | 1                 | 0                 | 0                 | 31       | 3      | 4           | 0          |
| N. Ziegler      | 34            | 8             | 1             | 0             | 2                 | 0                 | 0                 | 0                 | 36       | 8      | 1           | 0          |